# Ada Nordenová
Ada Nordenová, vlastním jménem Anna Nováková (14. září 1891 Praha – 18. prosince 1973 Praha) byla česká operní pěvkyně, sopranistka a dlouholetá sólistka Opery Národního divadla v Praze.

## Život a kariéra
Narodila se v Praze. Jejími rodiči byli Josef Novák a Anna Nováková, sestra skladatele Josefa Bohuslava Foerstera. Již v mládí se věnovala hře na klavír a studiu zpěvu a harmonie. Její první rolí byla postava Jitky v Smetanově opeře Dalibor v sezoně 1909/1910. V roce 1911 zmaturovala na dívčím lyceu v Plzni, později absolvovala ještě abiturientský kurs na pražské německé obchodní akademii, navštěvovala soukromou dramatickou školu a nadále studovala zpěv u K. Wallersteina a B. Ptáka.
V letech 1913–1915 vystupovala v plzeňské činohře, kromě toho účinkovala v různých operních a operetních představeních a na koncertech plzeňského Hlaholu. . K 1. 1. 1916 ukončila v plzeňském divadle svoje angažmá. V roce 1916 nastudovala několik operních úloh pod Foerstrovým vedením a vystoupila v roli Micaely v Bizetově opeře Carmen v pražském Divadle na Vinohradech. Krátkou dobu pracovala jako bankovní úřednice.
Jejím prvním angažmá jako operní solistky bylo účinkování v Státním divadle Ostrava v letech 1920–1922, kde zpívala především melodramatický repertoár, pak v letech 1922–1924 vystupovala v plzeňské opeře, kde nastudovala celkem kolem dvaceti rolí. V roce 1922 dostala pozvání od Otakara Ostrčila k pohostinskému vystoupení v Národním divadle. Zde se postupně představila v úlohách v Smetanově Daliborovi a v Dvořákově opeře Jakobín, ale její angažování se potkalo s odporem tehdejšího ředitele divadla Jaroslava Šafařoviče. Nicméně, po jejím úspěchu v úloze Xenie v Dvořákově opeře Dimitrij se v roce 1924 skutečně stala členkou divadla, kde se pak stala jednou z nejvýznamnějších představitelek oboru mladodramatického sopránu.
Účinkovala v množství českých titulů a k jejím nejvýznamnějším domácím rolím patřily například Libuše v Smetanově Libuši, Mařenka v jeho Prodané nevěstě a Anežka v jeho opeře Dvě vdovy, Rusalka v Dvořákově Rusalce, Hedy ve stejnojmenné Fibichově opeře Hedy, Jenůfa v Její pastorkyni od Leoše Janáčka nebo Klára v opeře Srdce svého strýce J. B. Foerstera.
Za zahraničních děl jsou významnými například její role Taťány v Čajkovského opeře Evžen Oněgin, Elsa ve Wagnerově Lohengrinovi, Senta v jeho Bludném Holanďanovi, Eva v opeře Mistři pěvci norimberští nebo Desdemona v Othellovi, jednom z nejvýznamnějších děl Giuseppe Verdiho.
V roce 1935 získala československou Státní cenu. Sólistkou Opery Národního divadla byla do 31. července 1942, odkud odešla na vrcholu svého talentu a sil. V roce 1953 obdržela Řád práce za vynikající činnost v opeře Národního divadla. V letech 1953–1961 byla profesorkou na Divadelní fakultě Akademie múzických umění v Praze.
Byla manželkou herce Národního divadla Josefa Jeníčka. Zemřela v Praze v roce 1973.

## Úplný seznam rolí
Toto je úplný seznam jejích rolí:
- Dalibor (premiéra: sezona 1909/1910) - Jitka
- Jakobín (premiéra: sezona 1909/1910) - Terinka
- Faust a Markétka (premiéra: sezona 1918/1919) - Markétka
- Dimitrij (premiéra: sezona 1920/1921) - Ksenie Borisovna
- Evžen Oněgin (premiéra: sezona 1920/1921) - Taťjana
- Figarova svatba (premiéra: sezona 1920/1921) - Cherubin
- Fidelio (premiéra: sezona 1921/1922) - Marcelina
- Tajemství (premiéra: sezona 1921/1922) - Blaženka
- Hubička (premiéra: sezona 1922/1923) - Vendulka, Barče
- Lohengrin (premiéra: sezona 1922/1923) - Elsa z Brabant
- Othello (premiéra: sezona 1922/1923) - Desdemona
- Prodaná nevěsta (premiéra: sezona 1922/1923) - Mařenka
- Bílá paní (premiéra: sezona 1923/1924) - Anna
- Čertova stěna (premiéra: sezona 1923/1924) - Hedvika, Katuška
- Dalibor (premiéra: sezona 1923/1924) - Jitka
- Dvě vdovy (premiéra: sezona 1923/1924) - Anežka
- Libuše (premiéra: sezona 1923/1924) - Libuše
- Blaník (premiéra: sezona 1924/1925) - Jarmila
- Pád Arkuna (premiéra: sezona 1924/1925) - Helga, Margit
- Rusalka (premiéra: sezona 1924/1925) - Rusalka
- Bouře (premiéra: sezona 1925/1926) - Miranda
- Čarostřelec (premiéra: sezona 1925/1926) - Agáta
- Dráteník (premiéra: sezona 1925/1926) - Růžena
- Hedy (premiéra: sezona 1925/1926) - Hedy
- Její pastorkyňa (premiéra: sezona 1925/1926) - Jenůfa
- Mistři pěvci norimberští (premiéra: sezona 1925/1926) - Eva
- Netopýr (premiéra: sezona 1925/1926) - Rosalinda
- Carmen (premiéra: sezona 1926/1927) - Micaela
- Dědův odkaz (premiéra: sezona 1926/1927) - Silvana
- Dítě a kouzla (premiéra: sezona 1926/1927) - Princezna
- Eva (premiéra: sezona 1926/1927) - Eva
- Kristus na hoře Olivetské (premiéra: sezona 1926/1927) - Seraf
- Švanda dudák (premiéra: sezona 1926/1927) - Víla
- Dimitrij (premiéra: sezona 1927/1928) - Xenie Borisovna
- Jakobín (premiéra: sezona 1927/1928) - Julie, Terinka
- Šelma sedlák (premiéra: sezona 1927/1928) - Bětuška
- Tannhäuser (premiéra: sezona 1927/1928) - Alžběta
- Halka (premiéra: sezona 1928/1929) - Halka
- Kunálovy oči (premiéra: sezona 1928/1929) - Pradžapáty
- Norma (premiéra: sezona 1928/1929) - Norma
- Tvrdé palice (premiéra: sezona 1928/1929) - Lenka
- Debora (premiéra: sezona 1929/1930) - Hana
- Don Giovanni (premiéra: sezona 1929/1930) - Doňa Elvíra
- Evžen Oněgin (premiéra: sezona 1929/1930) - Taťana
- Faust a Markétka (premiéra: sezona 1929/1930) - Markétka
- Oberon (premiéra: sezona 1929/1930) - Rezia
- Orfeus a Eurydika (premiéra: sezona 1929/1930) - Eurydika
- Srdce (premiéra: sezona 1929/1930) - Klára
- Don Carlos (premiéra: sezona 1930/1931) - Královna Isabella
- Hoffmannovy povídky (premiéra: sezona 1930/1931) - Antonia
- Ženy jsou ženy (premiéra: sezona 1930/1931) - Fiordiligi
- Figarova svatba (premiéra: sezona 1931/1932) - Cherubín, Hraběnka
- Idomeneo (premiéra: sezona 1931/1932) - Ilia
- Kouzelná flétna (premiéra: sezona 1931/1932) - Pamina
- Siegfried (premiéra: sezona 1931/1932) - Hlas lesního ptáčka
- Král Roger (premiéra: sezona 1932/1933) - Roxana
- Perníková chaloupka (premiéra: sezona 1932/1933) - Uspavač
- Vodař (premiéra: sezona 1932/1933) - Konstance
- Don Giovanni (premiéra: sezona 1933/1934) - Doňa Elvíra
- Pod jabloní (premiéra: sezona 1933/1934) - Danica
- Prodaná nevěsta (premiéra: sezona 1933/1934) - Mařenka
- Růžový kavalír (premiéra: sezona 1933/1934) - Kněžna Werdenbergová
- Svatá Ludmila (premiéra: sezona 1933/1934) - Ludmila
- Bouře (premiéra: sezona 1934/1935) - Miranda
- Car Saltan (premiéra: sezona 1934/1935) - Nejmladší sestra (Cařice Militrisa)
- Honzovo království (premiéra: sezona 1934/1935) - Princezna
- Mistři pěvci norimberští (premiéra: sezona 1934/1935) - Eva
- Hry o Marii (premiéra: sezona 1935/1936) - Maria, Matka boží
- Othello (premiéra: sezona 1935/1936) - Desdemona
- Rusalka (premiéra: sezona 1935/1936) - Rusalka
- Bludný Holanďan (premiéra: sezona 1936/1937) - Senta
- Evžen Oněgin (premiéra: sezona 1936/1937) - Taťjana
- Kníže Igor (premiéra: sezona 1936/1937) - Jaroslavna
- Nepřemožení (premiéra: sezona 1936/1937) - Alba
- Hedy (premiéra: sezona 1937/1938) - Hedy
- Libuše (premiéra: sezona 1937/1938) - Libuše
- O neviditelném městě Kitěži (premiéra: sezona 1937/1938) - Fevronie
- Kunálovy oči (premiéra: sezona 1938/1939) - Pradžápaty
- Dvě vdovy (premiéra: sezona 1939/1940) - Anežka
- Eva (premiéra: sezona 1939/1940) - Eva
- Jakobín (premiéra: sezona 1939/1940) - Julie